# Gnophos adjectaria
Gnophos adjectaria là một loài bướm đêm trong họ Geometridae.